# Тростянец (Саранчуковская сельская община)
Тростянец (укр. Тростянець) — село в Саранчуковской сельской общине Тернопольского района Тернопольской области Украины.
До 2020 года входило в Бережанский район.
Код КОАТУУ — 6120488501. Население по переписи 2001 года составляло 478 человек.

## Географическое положение
Село Тростянец находится в 4-х км от правого берега реки Золотая Липа,
в 2-х км от села Котов.
По селу протекает пересыхающий ручей с запрудой.

## История
- 1441 год — дата основания.

## Объекты социальной сферы
- Школа I—II ст.
- Клуб.
- Фельдшерско-акушерский пункт.